# 포르투펠리스

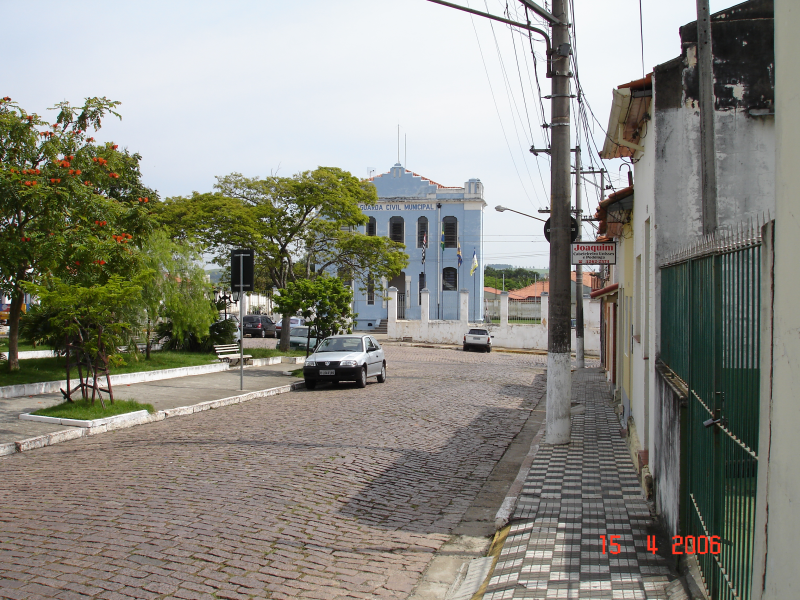

포르투펠리스(포르투갈어: Porto Feliz)는 브라질 상파울루주의 도시이다.
소루카바(Sorocaba)의 수도권 지역의 일부이다. 인구는 556.69km2의 면적에 53,402명(2020년 기준)이다. 고도는 523m이다. 포르투 펠리스 S/A(Porto Feliz S/A)라고 하는 도시에서 가장 큰 공장은 주 전체와 브라질 전체의 골판지 포장에 대한 수요를 담당하고 있다. 스웨덴 실비아 여왕의 어머니 앨리스 소아레스 데 톨레도가 이 도시에서 태어났다.